# Nancy Guptill
Nancy Evelyn Guptill est une femme politique canadienne qui a siégé à l'Assemblée législative de l'Île-du-Prince-Édouard de 1987 à 2000. Membre du Parti libéral, elle représentait la circonscription électorale de 5e Prince de 1987 à 1996 et Summerside-St. Eleanors de 1996 à 2000.
Nancy Guptill était la fille de Lloyd Garrison et fut éduquée au 'Halifax Vocational School' et à l'hôpital Victoria Générale. En 1964, elle a épousé L. R. Gregg Guptill. Elle fut conseillère pour la ville de Summerside. Nancy Guptill fut membre du cabinet provincial comme ministre du Tourisme et des Parcs de 1989 à 1991 et aussi comme ministre du Travail et ministre responsable du Statut des Femmes de 1991 à 1993. Elle fut Présidente de l'Assemblée législative de l'Île-du-Prince-Édouard de 1993 jusqu'à 1996.
En 2008, Nancy Guptill fut nommée comme présidente de la Commission des accidents du travail.
Elle meurt le 24 août 2020 à Summerside.